# Kieras
Kieras ist ein litauischer männlicher Familienname.

## Herkunft
Der Name ist abgeleitet vom Wort kėras.

## Weibliche Formen
- Kieraitė (ledig)
- Kierienė (verheiratet)

## Namensträger
- Mindaugas Kieras (* 1980), litauischer Eishockeyspieler
- Paul Kieras (1918–1997), deutscher Oberkreisdirektor